# 505
El 505 (DV) fou un any comú començat en dissabte del calendari julià.

## Naixements
- L'emperador romà d'Orient, Anastasi I Dicor, decideix convertir el poble fronterer de Dara en una ciutat fortificada anomenada Anastasiòpolis.[1]